# アマペディア
アマペディア(Amapedia)は、Amazon.comにより運営されていたアマゾンの製品についての記事を編集できるウィキで、2007年の1月から2010年6月まで存在していた。Amazon.comのアカウントを持っているユーザーは誰でもアマペディアのコンテンツを編集できた。

## 始まり
The amapedia.comのドメイン名は2005年に登録された。2005年と2006年の夏にこのプロジェクトに携わっていたプログラマーのヨナ・コーヘンはレジュメの中でアマペディアを「ウィキペディアにインスパイアされたウェブサイト製品」と表現し、PHPとPostgreSQLで開発されたとも述べている。
2006年中頃に「製品Wiki」として立ち上がり、その後2007年の早期に「アマペディア」と改名した。アマペディアの閉鎖後でもAmazon.comのページではまだwikiのことを「製品wiki」と呼んでいた。アマペディアはウェブサイトの「productwiki.com」とは無関係である。

## 編集
Amazon.comの製品ページにおいて当該製品についての記事が存在しないときに「Amapedia.comで記事を追加する最初の人物になりましょう」という文章が表示された。
編集はWYSIWYGインターフェースを使用して行われた。インターフェースには 分割した表エディタであった。
アマゾンはサイトのコンテンツについての著作権を保持し、個人使用目的に限り編集物の使用許可を与えた。

## 歴史
2007年2月に「Business 2.0」のシニア編集者は「アマペディアは最初から成功する見込みがなかったかのように見える。アマゾンのユーザーは共同でやるより従来の個人で製品レビューするやり方にこだわったからだ」と述べている。
2010年春になってもサイトの全てのページに表示されているロゴは「ベータ版」という単語が含まれており、著作権のメッセージでも「2005～2007年」と示しているので、プロジェクトは保留状態にあるように思われた。
2010年6月にサイトは動作しなくなり、ホームページにはサイトのロゴと「Amapediaは現在利用できません」との文章が表示されているだけであった。数か月後には、サイトはもはやアクセスできなくなっていた。